# Six-Fours-les-Plages
Six-Fours-les-Plages (okcitansko/provansalsko Sieis Forns lei Plaias/Sièis Four lei Plaio) je zahodno predmestje Toulona in občina v jugovzhodnem francoskem departmaju Var regije Provansa-Alpe-Azurna obala. Naselje ima okoli 35.000 prebivalcev.

## Geografija
Kraj leži ob Sredozemskemskem morju, zahodno od Toulona.

## Administracija
Six-Fours-les-Plages je sedež istoimenskega kantona, vključenega v okrožje Toulon.

## Zanimivosti
- trdnjava le Fort de Six Fours, po kateri je naselje imenovano, stoji na hribu, ki dominira nad mestom,
- kolegial sv. Petra iz 11. stoletja,
- svetilnik Phare du Grand Rouveau.
- Večer na rivieri